# Klein-Jetzelsdorf
Klein-Jetzelsdorf ist eine Ortschaft und als Kleinjetzelsdorf eine Katastralgemeinde der Gemeinde Röschitz im Bezirk Horn in Niederösterreich. Die Ortschaft hat 115 Einwohner (Stand 1. Jänner 2024).

## Geschichte
Laut Adressbuch von Österreich waren im Jahr 1938 in der Ortsgemeinde Klein-Jetzelsdorf ein Gastwirt, ein Gemischtwarenhändler, eine Milchgenossenschaft, ein Müller, eine Schneiderin, ein Tischler, ein Weinhändler und einige Landwirte ansässig.
Die davor eigenständige Gemeinde wurde am 1. Jänner 1971 zusammen mit Roggendorf mit der Gemeinde Röschitz fusioniert.

## Siedlungsentwicklung
Zum Jahreswechsel 1979/1980 befanden sich in der Katastralgemeinde Kleinjetzelsdorf insgesamt 76 Bauflächen mit 33.429 m² und 116 Gärten auf 98.794 m², 1989/1990 gab es 86 Bauflächen. 1999/2000 war die Zahl der Bauflächen auf 126 angewachsen und 2009/2010 bestanden 123 Gebäude auf 248 Bauflächen.

## Bodennutzung
Die Katastralgemeinde ist landwirtschaftlich geprägt. 239 Hektar wurden zum Jahreswechsel 1979/1980 landwirtschaftlich genutzt und 0 Hektar waren forstwirtschaftlich geführte Waldflächen. 1999/2000 wurde auf 241 Hektar Landwirtschaft betrieben und 0 Hektar waren als forstwirtschaftlich genutzte Flächen ausgewiesen. Ende 2018 waren 244 Hektar als landwirtschaftliche Flächen genutzt und Forstwirtschaft wurde auf 0 Hektar betrieben. Die durchschnittliche Bodenklimazahl von Kleinjetzelsdorf beträgt 58,3 (Stand 2010).